# Abatia americana
Abatia americana là một loài thực vật có hoa trong họ Liễu. Loài này được (Gardner) Eichler mô tả khoa học đầu tiên năm 1871.